# Questione ebraica
La questione ebraica è il complesso di vicende legate alla presenza del popolo ebraico nel mondo e ai relativi pregiudizi, malintesi e odi che ne hanno reso difficile lo stanziamento in luogo stabile nel corso della storia. Tale locuzione inoltre è da ricondurre alla condotta tenuta, durante il XIX e XX secolo, dagli stati europei nei confronti degli ebrei che vivevano in essi.

## Storia
Durante il IV secolo la popolazione ebraica palestinese diede inizio ad una lunga migrazione attraverso il Mediterraneo e il Vicino Oriente. Benché la presenza ebraica si fosse concentrata in stati di culto pagano e dunque entrasse in contrasto con il locale politeismo, essa non incontrò difficoltà di integrazione. Anzi presso i Romani, agli ebrei fu riservato un trattamento benevolo e favorevole. Roma infatti salvaguardò gli ebrei attraverso una applicazione della legge complessivamente tollerante.
Con la diffusione del Cristianesimo nell'impero a partire dal IV secolo, e la sua proclamazione come religione di Stato (attraverso l'editto di Tessalonica), l'approccio che fin ad allora i Romani avevano tenuto con gli Ebrei mutò radicalmente. Da allora infatti prese a diffondersi una certa avversione politica. 
Il Cristianesimo accusava l'ebraismo di essere stato responsabile della morte di Cristo, e perciò si ritenne che a tal delitto dovesse corrispondere un castigo, cioè che il popolo ebraico dovesse essere destinato alla dispersione e a non trovare mai in futuro luogo stabile entro il quale stabilirsi. Questa tesi tuttavia, che si ritiene essere alla base dei diversi aspetti della questione ebraica, non tiene conto alcuno di quella che è la realtà storica, quale si esplica nelle asserzioni del tempo e nello stesso Nuovo Testamento.
Fino all'XI secolo i contraccolpi sociali, politici ed economici relativi al mito ebraico, rimasero circoscritti. A questa epoca infatti non si può parlare di una persecuzione pianificata o di un antigiudaismo diffuso su vasta scala. Di vero "bando giudaico" è possibile parlare intorno ai secoli XII e XIII, durante i quali si verificarono estesi episodi di antisemitismo e furono varate leggi che pianificavano la cacciata degli ebrei dagli stati cristiani d'Europa, come avvenne nel Concilio Lateranense IV del 1215 a seguito del quale si decisero restrizioni di ogni genere contro gli ebrei, come la loro segregazione nei ghetti. Inoltre si procedette attraverso la progettazione di norme precise, affinché il cittadino ebreo fosse distinto dal resto del popolo e tutti i giudei fossero esclusi dalle attività sociali ed economiche.
Tale evoluzione del fenomeno antigiudaico secondo alcuni storici va rintracciata nell'evoluzione dell'economia da fondata prevalentemente sui servizi e sul baratto (tipica del feudalesimo, basato sulla servitù della gleba) a fondata sullo scambio di moneta, della quale gli Ebrei (che li portò alla pratica del commercio e dell'usura) avevano notevoli disponibilità liquide. La concessione di crediti da parte degli Ebrei ai ceti economicamente più deboli per finanziare le loro attività di sussistenza (pertanto incapaci di generare profitti aggiuntivi tali da permettere il superamento della soglia di sopravvivenza) generava il più delle volte una spirale di debiti che era sempre più difficile estinguere. Gli Ebrei inoltre, giovandosi almeno inizialmente del supporto delle autorità laiche ed ecclesiastiche (esse stesse forti debitrici dei banchieri ebrei), potevano contare su alleati potenti in grado di infliggere punizioni a coloro che risultavano insolventi. Ciò inevitabilmente suscitava il risentimento del popolo nei confronti delle autorità filo-ebraiche e degli Ebrei stessi. Pertanto il più delle volte le autorità preferirono allinearsi alla posizione dei ceti meno abbienti e privare gli Ebrei dei loro diritti, arrivando ad espellerli dallo Stato, in un'ottica di consolidamento del consenso (basato sulla comune religione dei sudditi e dei regnanti e sull'eliminazione della minaccia posta dallo strapotere economico della minoranza ebraica).
Esempi tipici di questa svolta nell'atteggiamento delle autorità nei confronti degli Ebrei sono riscontrabili nella cacciata degli Ebrei dall'Inghilterra (regno estremamente tollerante verso gli ebrei specie sotto il regno di Enrico II) ad opera di Giovanni Senzaterra e in proporzioni maggiori il bando dei Giudei dalla Spagna.
Una vera e propria ondata di antigiudaismo pervase il continente quando, nella Spagna in cui si consolidava il cattolicesimo come religione di Stato, dopo un piano di sistematica oppressione si giunse con l'ingiunzione del 31 marzo 1492, varata da Ferdinando d'Aragona e Isabella di Castiglia, alla decisiva espulsione di almeno 80.000 ebrei dalla penisola iberica e dai Regni di Napoli e Sicilia.
Ben presto anche in Europa si diffuse il fanatismo religioso di bande che cariche di odio e avversione razziale, operavano per un confuso ed immotivato spargimento di sangue. Tale assetto sociale assieme al mito del popolo ebraico "assassino di Cristo", rimasero vivi sino all'epoca illuminista durante la quale dotti intellettuali iniziarono a prendere coscienza e ad approfondire quale macroscopica ingiustizia l'Europa avesse saputo trascinare e plasmare nel corso dei secoli. 
Nel corso del XVIII secolo infatti la soppressione ebrea ebbe una battuta d'arresto: nel 1781 l'Imperatore Giuseppe II fece pubblicare una patente di tolleranza per gli Ebrei e in Francia con la Rivoluzione francese e durante l'Impero napoleonico si accordò che a questi fosse concesso il diritto a possedere la cittadinanza francese (v.Nota 1). Pian piano iniziò anche l'abbattimento radicale degli ostacoli che li tenevano da numerosi secoli ai margini della società civile.
Una emancipazione simile a quella di Giuseppe II, si allargò poi anche agli altri stati europei: nel 1866 all'Inghilterra, nel 1870 alla Germania e nel 1917 alla Russia. Anche nel Piemonte del 1848, con l'art. 24 dello Statuto Albertino, fu accordata agli israeliti la totalità dei diritti civili e politici. Leggi simili saranno estese al resto della penisola nel corso degli anni.
Tuttavia, quantunque nell'epoca dei lumi si fosse sensibilmente placato il clima di ostilità nei confronti degli ebrei (rimanendo comunque saldo un antisemitismo riposto), esso ricomparve più distruttivo che mai nel corso dei secoli XIX e XX. Nella Russia zarista si verificarono violentissime sommosse antiebraiche, che assunsero il nome di pogrom (dal russo Погром che significa distruzione), spesso incitate dalle stesse autorità politiche per veicolare lo scontento popolare degli anni delle rivoluzioni del 1905 e 1917 verso l'intransigenza religiosa. La più feroce e violenta persecuzione che il popolo ebraico abbia mai patito fu tuttavia pianificata e condotta dalla Germania nazista di Adolf Hitler ed è conosciuta come "soluzione finale della questione ebraica".